# Evropská silnice E89
Mezinárodní silnice E89 je evropská silnice, která vede Tureckem z dálniční křižovatky u Gerede do metropole Ankary. Tato 130 km dlouhá součást hlavního tahu Istanbul–Ankara propojuje páteřní evropské silnice E80 a E90. Celá je vedena po dálnici.

## Trasa
Turecko
- Gerede (E80) –
- Ankara (E88, E90)